# La Força d'Araós
La Força d'Araós una fortificació medieval del poble d'Araós, en el terme municipal d'Alins, a la comarca del Pallars Sobirà.
És damunt i a ponent del poble, prop i a migdia de l'església de Sant Francesc d'Araós. Les restes del castell són al cim del turonet que encara conserva el nom de la Força d'Araós, als peus i al sud-est de la muntanya de lo Castell, mentre que els habitatges que completaven aquella fortificació són en el vessant de migdia del turó.
El castell o força d'Araós compartí història amb els altres castells de la Vall Ferrera (Alins, Àreu i Tor, almenys), per la qual cosa fou inclòs en un dels quarters del Vescomtat de Castellbò, i el 1518 fou arrasat, juntament amb aquests altres castells, de resultes de la invasió gascona que sofrí la Vall Ferrera. Una descripció conservada d'aquella època diu que lo castell d'Arahós solie ésser bona fortalesa, ara es tot derribat é derroquat, car los gascons lo derrocaren e feren grans crueltats en lo any MDXIII. Dins lo qual castell havie una torre molt forte e dins la torre ere la presó; ara tot és desfet. En lo loch de Arahós havie dues poblacions, ço és, la força o fortalesa la qual de les cases fahie fortalesa o muralla, e la vila o cases baix sens muralla.
Un petit replà d'uns 5 metres per 12,5 devia acollir la fortificació enderrocada. Només en restes uns 3 metres de fragment de mur, així com el fossar que pel nord envoltava el cim del turó. A més, la roca que envolta l'indret pel costat meridional serva nombrosos forats a la roca, en els quals es basava una part de les construccions dels habitatges del poblat.